# 学生帽

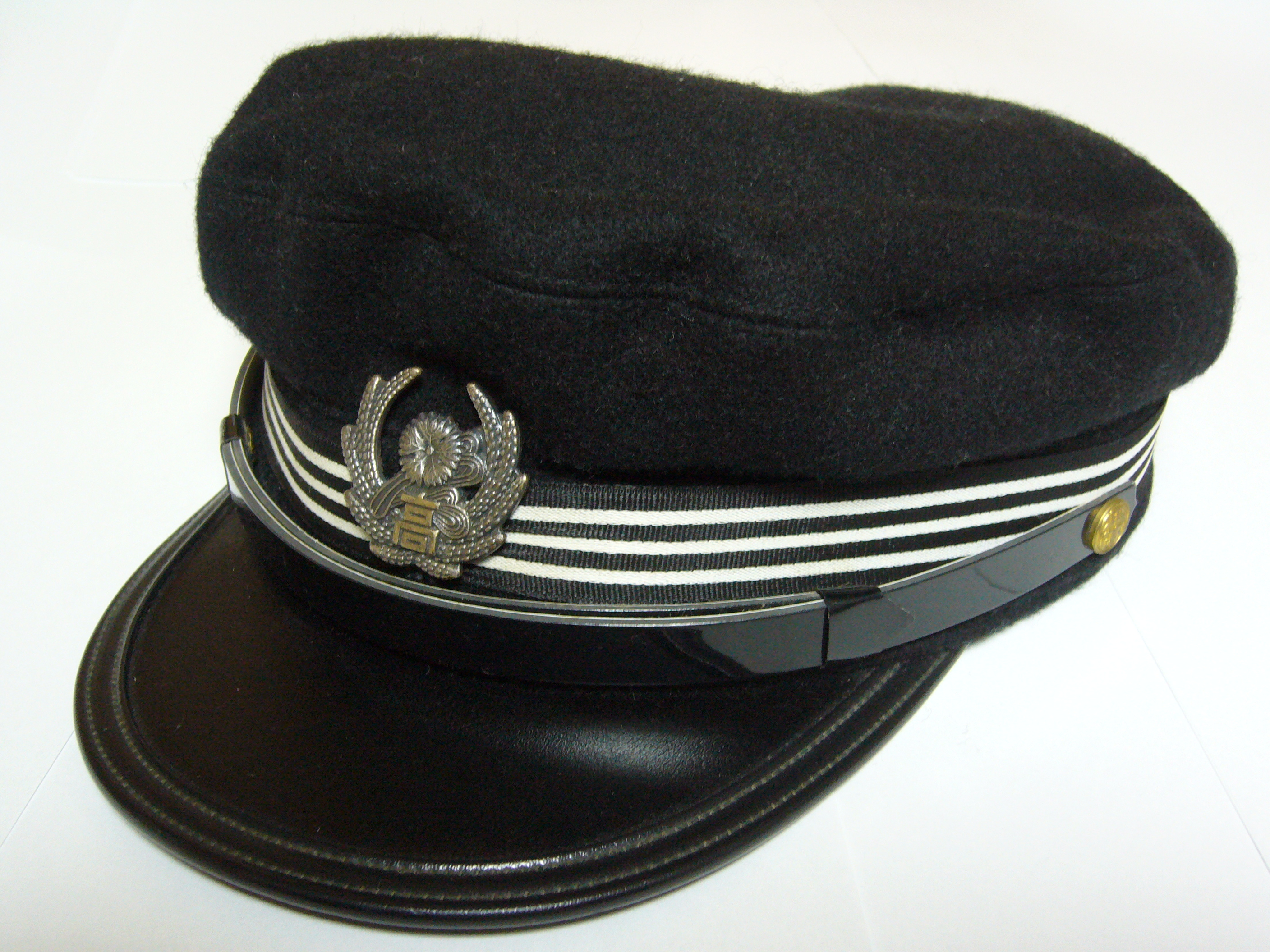
日本の学校で一般的な形の学生帽（鹿児島県立甲南高等学校の制帽）

学生帽（がくせいぼう）とは、学校に在籍する児童、生徒、学生が被る帽子で、通常は男子用のものを指す。省略形は学帽。その学校で定められている形式を意味する場合には制帽とも呼ばれる。なお、現代の小学生が通学などの際にかぶる黄色い帽子は、通学帽と呼ばれる。

## 英国の学生帽
オックスフォード大学やケンブリッジ大学には大学服の長い伝統がある。大学服であるsub fuskの正装ではフォーマルなガウンを着用した上で学帽を被る。入学式、学位記授与式、フォーマル・ホール（晩さん会）などで着用される。

## 日本の学生帽

### 歴史

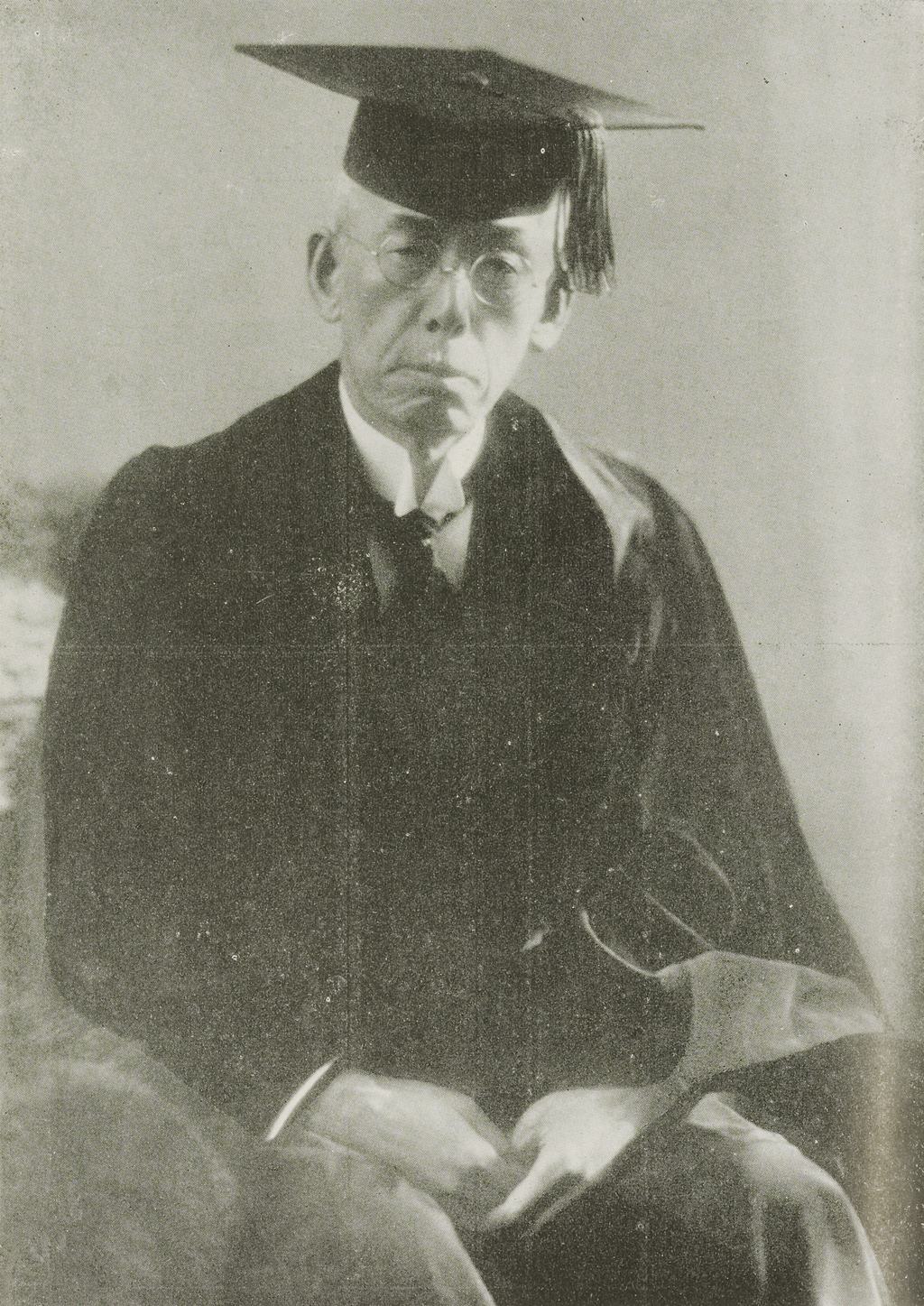
モルタルボード型の角帽。レンガ職人がモルタルを載せる板に似ていることに由来。

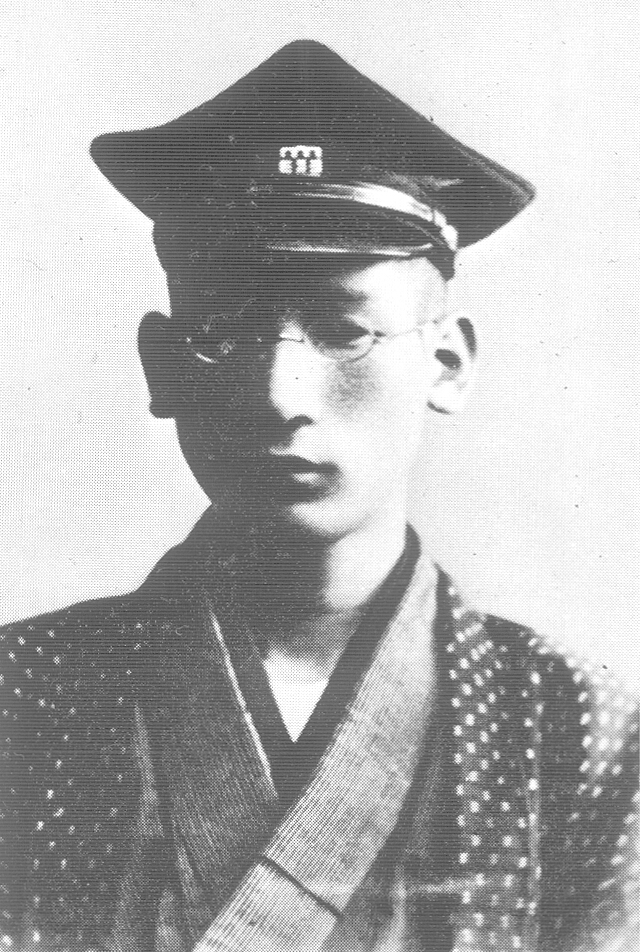
東京帝国大学在学時代の生田長江。帝大が制定した角帽を被っている。

日本初の学生帽の例としては、開成学校が1873年（明治6年）に制定したものが挙げられる。大学の角帽（モルタルボード型）を最初に着用して都内を闊歩したのは、1883年（明治16年）に米国式カレッジとして設立された立教大学校の学生といわれる。また1886年（明治19年）に東京大学が帝国大学に改組された際、制服とともに角帽が公式な制帽として制定されたといわれる。もっとも明治時代前期は、学校教育制度の試行錯誤が続いており、その過程で様々な制服・制帽が現れた。東京美術学校では1889年に、奈良時代の役人の服制を参考にしたという、闕腋袍と冠よりなる復古主義的な服装が考案され、工部大学校では、船底形で庇のない、グレンガリー帽と呼ばれるスコットランド発祥の帽子が採用された。
洋服が高価だった近代初期には制帽を制服より先に定める学校が多く、生徒の格好は、着物と袴姿に洋式の学生帽を合わせたものが多かったが、近代化の進展とともに洋服が普及すると、学生帽と学生服は学生・生徒の象徴として定着していった。
なお、旧制の高等教育機関では、旧制高等学校・大学予科が2条または3条の白線を巻いた丸帽、大学本科（学部）・大学専門部・旧制医学専門学校が角帽、旧制専門学校・一部の私立大学予科が黒蛇腹巻き丸帽をよく用いていた（法令などで決められていた訳ではなく、各校の規則で決まっていたが、おおむね以上のように分かれていた）。
大正から昭和初期にかけては、成城高等学校や東京高等工芸学校、昭和医学専門学校のようにお釜帽やソフト帽を制帽に指定した学校も登場したが、第二次世界大戦や太平洋戦争の激化により物資の統制が厳しくなると、男子学生・生徒の服装は国民服に戦闘帽というスタイルが終戦まで続いた。戦後、経済が復興すると学生服や学生帽も再び普及しだし、小学校から大学まで広く着用されていたが、社会人も含めた帽子着用の習慣が廃れるに伴い、校則等による定めのない学校、特に大学においては昭和40年代ごろから殆ど着用されなくなった。また、小学校では通学帽が広まったこと、高等学校や中学校においては生徒の頭髪や制服が自由化されていく中で徐々に廃れていったことなどの要因が重なり、現在では通学の際に着帽を義務付ける（＝制定されている）学校は全国的にも少数である。1970年、消費者物価指数の対象品目から除外された。

### 形状・種類
日本の学生帽は、革またはビニール製のつばと顎紐（あごひも）を設け、前面には校章を打ち出した帽章を付ける形が一般的である。大別して、天井の形が丸い丸帽と、四角形をなす角帽がある。素材は黒のラシャ地が多いが、少数ながら例外もある。夏季には白の覆い布を被せる場合もある。

#### 丸帽
小学生から高校生までの間で広く着用されたタイプである。天井の縁を平滑に仕上げた一高型や、逆に波打たせた形にする三高型などのバリエーションが存在する。慶應義塾では、詰襟制服を指定する学校（普通部、日吉高校、志木高校、大学）に、塾帽と呼ばれる独自の丸帽を合わせて定めている。

#### 角帽

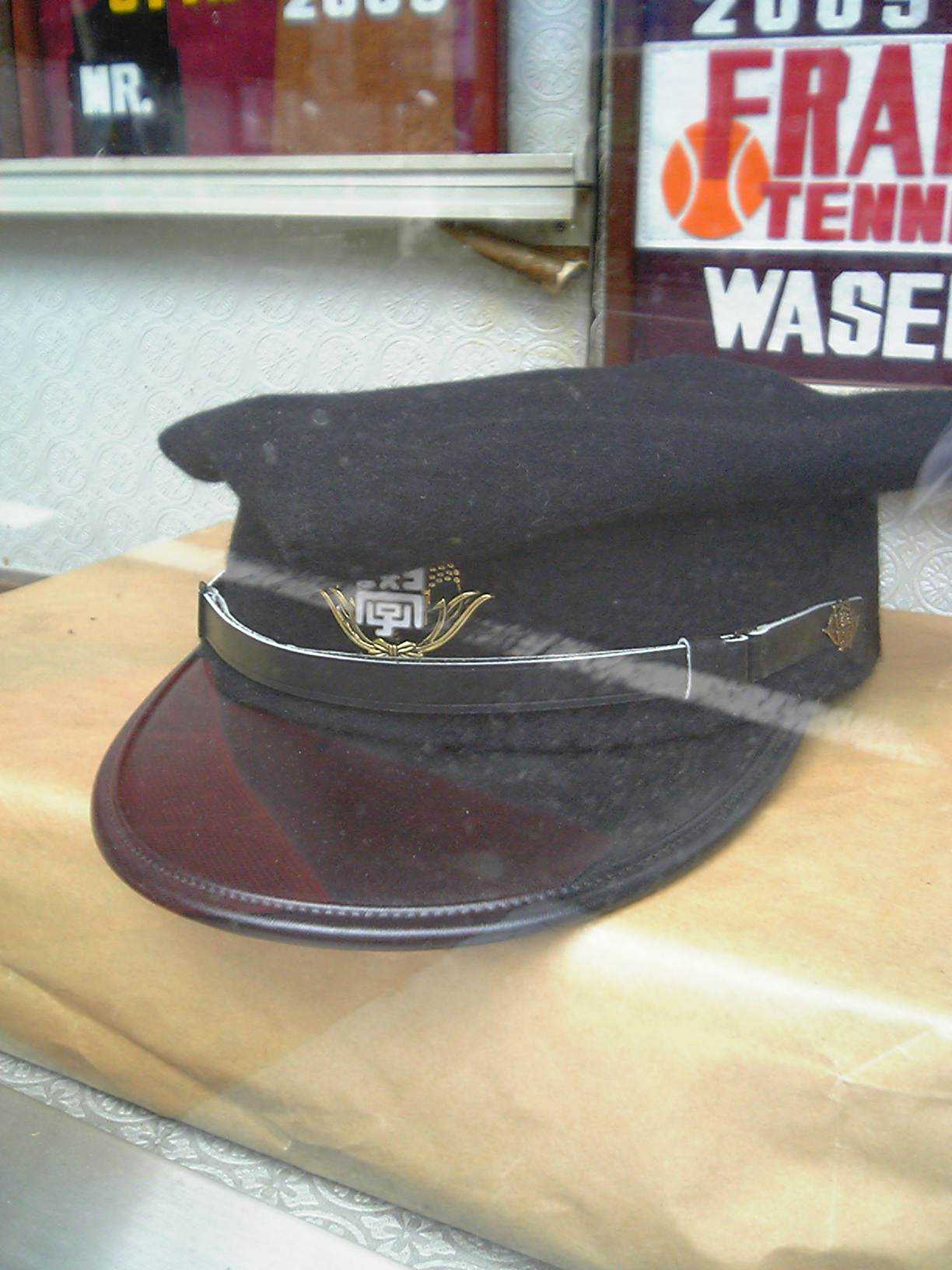
早稲田大学の角帽（1904年制定）

1883年（明治16年）にアメリカ式カレッジとして東京・築地に設立された立教大学校（現・立教大学）の学生が、最初に角帽（モルタルボード型）を着用したとされる。大学帽の頂には赤と黒の房があり、学生たちはそれをたらして意気揚々と都大路を闊歩していたという。制服は金ボタンがついた制服であった。
1884年（明治17年）10月には、東京大学の学生だった山口鋭之助と和田義睦が学生帽として大学に提案し、当時の総長加藤弘之から許可を得て製作、数人の有志学生が着用した。それが、1886年（明治19年）4月28日に帝国大学令により東京大学が帝国大学と改称されたとき、公式の制帽として採用されている。頂上が四角であるところからこの名がつけられ、角帽は帝国大学生の代名詞となった。
角帽の4つの角は、哲学・法学・天文学・薬学を表している。東京大学から全国の大学に広まった結果、一般に大学生の着用するものとされ、転じて大学生を指す語としても使われた。東京大学で定められた規格は帝大型の名で呼ばれ、他大学の角帽もこれに準じた形が多い。一方早稲田大学・同志社大学で用いられる角帽は、生地の裁断や縫製が帝大型と違い、仕上がりは四角形の角がより鋭く、天井が平らになることから、座布団帽のあだ名が付く。

#### 装飾
帽子の天井の縁を波打たせたり、腰に白線や蛇腹織布を巻いたりするなどの、学校・帽子店・地域ごとの違いが数多くある。例えば熊本県立済々黌高等学校の制帽の腰には、黄色の線が1本入る。

### 学生文化との関わり
長期間の使用を経ると、当然ながら帽子も服のように生地が擦り切れ、ほころびが出て、形が崩れていくが、これを特に新調もせず、ぼろぼろになった制服と共に着続ける慣習が旧制高等学校の学生を中心にして行われた。バンカラまたは弊衣破帽とも呼ばれるこの行為は、質実剛健など、身なりに執着せずに学業その他に没頭する学生の心意気を積極的にアピールするものでもあった。バンカラの風潮が高まると、時に新品の学生帽も年季の入ったものに見せるよう、意図的に傷めつけることが一部の学生の間で行なわれた。正当な行為ではないため、傷め加工の方法は伝承によるところが多いが、順序の例を以下に挙げる。
1. 手で揉んだり折り畳んだりして、帽子から張りや堅さを取り去って柔らかくする。
2. ラシャ地の表面をガスコンロの火であぶったり、アイロンで押さえつけたりして表面の毛羽立ちをなくす。
3. 次の工程の下準備として、卵白や蝋などを表面に隈なく塗るか、油で揚げたり炒めたりする。
4. 上記の作業後、帽子が乾いたら靴墨を数回重ね塗りし、「汚れ」を付けていく。原型を留めなくなるまで帽子全体に汚れが馴染むとよいとされる。

- 以上の手順の他に、つばを折り曲げたり、生地への切り込みや穴開け加工が施されたりする。

## キャラクター
学生帽と関係が深いと考えられる、漫画やアニメーションのキャラクター。
- フクちゃん - 早稲田大学のキャラクターでもあり、東京六大学野球の早慶戦時には早大応援席のデコレーションに登場した。
- 磯野カツオ（サザエさん） - 登下校時に学生帽を被っているシーンが多い。連載開始当時の日本では一般的な小学生の姿である。
- 岩鬼正美（ドカベン） - 野球の試合でも、ユニフォームたる野球部のベースボールキャップを使わず、学生帽のままである。
- 九条歩（ヌードファイター柚希） - 下克上高校1年生。普段から着用している。
- 空条承太郎（ジョジョの奇妙な冒険） - 常に帽子と厚手のコート（Part3においては学ラン）を身に着けている。帽子は滅多なことが無い限り脱がず、全シリーズ中で3度しか脱いだ事がない。
- 高校生（ドラえもん） - “その他大勢”の一人。藤子マンガでは高校生は必ず詰襟学生服姿で登場する。